# Paradosso della scala nel garage
Il paradosso della scala nel garage (anche noto come paradosso dell'asta nel fienile) è un esperimento mentale della relatività speciale.

## Paradosso
Si considera una scala, parallela al suolo, con lunghezza propria maggiore della lunghezza del garage. Quindi, a riposo, la scala non può essere contenuta interamente all'interno del garage. Il garage è dotato di due porte, una anteriore e una posteriore, inizialmente aperte.
La scala viene fatta viaggiare orizzontalmente a velocità relativistica (non trascurabile rispetto alla velocità della luce). Se osservata nel sistema di riferimento del suolo, essa subisce una contrazione della lunghezza. La scala in moto può quindi essere contenuta all'interno del garage. Se la porta anteriore viene chiusa appena prima dell'arrivo della scala e quella posteriore viene chiusa subito dopo l'ingresso della scala, è possibile avere entrambe le porte del garage chiuse con all'interno la scala.
D'altra parte, nel sistema di riferimento di un osservatore che si muove con la scala, la scala non è contratta (questo osservatore misura una lunghezza propria), ma è l'edificio ad essere contratto. Pertanto, la scala non potrà essere contenuta interamente all'interno del garage. La porta anteriore viene chiusa e poi subito aperta per permettere alla scala di uscire; in seguito viene chiusa anche la porta posteriore non appena la scala è passata. C'è quindi un'apparente discrepanza tra quanto osservato dai due sistemi di riferimento (quello del garage e quello della scala). 
Questo apparente paradosso deriva dall'errata assunzione di assoluta simultaneità. Nel sistema di riferimento del garage le due estremità della scala si trovano contemporaneamente all'interno del garage, mentre ciò non avviene nel sistema di riferimento della scala. Il paradosso si risolve quando si considera che, nella relatività, la simultaneità è relativa a ciascun osservatore. Le due porte sono simultaneamente chiuse per un osservatore, non sono simultaneamente chiuse per l'altro osservatore.
|  |  |  |

## Risoluzione

Figura 4: Scenario nel sistema di riferimento del garage: una scala contratta in lunghezza che passa attraverso il garage. Le due porte sono chiuse contemporaneamente.

Figura 5: Scenario nel sistema di riferimento della scala: un garage contratto in lunghezza che passa sopra la scala. Viene chiusa una sola porta alla volta.

La soluzione all'apparente paradosso sta nella relatività della simultaneità: ciò che un osservatore (il garage) considera due eventi simultanei può infatti non essere simultaneo per un altro osservatore (la scala). Quando diciamo che la scala è contenuta all'interno del garage, intendiamo precisamente che, in un determinato momento, la posizione della parte posteriore della scala e la posizione della parte anteriore della scala erano entrambe all'interno del garage; in altre parole, la parte anteriore e quella posteriore della scala erano contemporaneamente all'interno del garage. Poiché la simultaneità è relativa, due osservatori non sono d'accordo sul fatto che la scala sia contenuta all'interno del garage.
La situazione può essere ulteriormente illustrata dal diagramma di Minkowski sotto riportato. Il diagramma è nel sistema di riferimento del garage. La fascia verticale azzurra mostra il garage nello spaziotempo e la fascia rossa mostra la scala nello spaziotempo. Gli assi x e t sono rispettivamente gli assi dello spazio e del tempo del garage, e x ′ e t ′ sono rispettivamente gli assi dello spazio e del tempo della scala.
Nel sistema di riferimento del garage, la scala in un determinato istante è rappresentata da un insieme orizzontale di punti, paralleli all'asse x, nella fascia rossa. Un esempio è il segmento blu in grassetto, che si trova all'interno della fascia blu che rappresenta il garage, e che rappresenta la scala in un momento in cui è completamente all'interno del garage. 
Nel sistema di riferimento della scala, invece, insiemi di eventi simultanei giacciono su linee parallele all'asse x'. La scala in qualsiasi istante è quindi rappresentata da una sezione trasversale di tale linea con la fascia rossa. Un esempio è il segmento rosso in grassetto. Vediamo che tali segmenti non giacciono mai completamente all'interno della banda blu; cioè la scala non si trova mai completamente all'interno del garage.

Figura 6: Un diagramma di Minkowski del paradosso della scala nel garage. Il garage è mostrato in azzurro, la scala in rosso chiaro. Il diagramma è nel sistema di riferimento del garage, dove x e t sono rispettivamente gli assi dello spazio e del tempo del garage. Per il sistema di riferimento della scala (persona seduta sulla parte anteriore della scala), si indicano con x ′ e t ′ rispettivamente gli assi spazio e tempo della scala. Le linee blu e rossa, AB e AC, raffigurano la scala nel momento in cui la sua estremità anteriore incontra la porta di uscita del garage, rispettivamente nel sistema di riferimento del garage e della scala. L'evento D è l'estremità posteriore della scala che raggiunge l'ingresso del garage.